# Municipio de Waldo (Illinois)
El municipio de Waldo (en inglés: Waldo Township) es un municipio ubicado en el condado de Livingston en el estado estadounidense de Illinois. En el año 2010 tenía una población de 255 habitantes y una densidad poblacional de 2,7 personas por km².

## Geografía
El municipio de Waldo se encuentra ubicado en las coordenadas 40°47′53″N 88°52′20″O / 40.79806, -88.87222. Según la Oficina del Censo de los Estados Unidos, el municipio tiene una superficie total de 94.39 km², de la cual 94,39 km² corresponden a tierra firme y (0 %) 0 km² es agua.

## Demografía
Según el censo de 2010, había 255 personas residiendo en el municipio de Waldo. La densidad de población era de 2,7 hab./km². De los 255 habitantes, el municipio de Waldo estaba compuesto por el 95,69 % blancos, el 0,39 % eran afroamericanos, el 1,18 % eran amerindios, el 0,39 % eran de otras razas y el 2,35 % eran de una mezcla de razas. Del total de la población el 2,75 % eran hispanos o latinos de cualquier raza.